# Vranja (Lupoglav)
Pour les articles homonymes, voir Vranja.
Vranja (en italien : Aurania ou Vragna) est une localité de Croatie située en Istrie, dans la municipalité de Lupoglav, dans le comitat d'Istrie. En 2001, la localité comptait 86 habitants.

## Démographie
| 1948 | 1953 | 1961 | 1971 | 1981 | 1991 | 2001 |
| ---- | ---- | ---- | ---- | ---- | ---- | ---- |
| 214  | 412  | 230  | 148  | 128  | 112  | 86   |